# Owsik ludzki
Owsik ludzki (Enterobius vermicularis, syn. Oxyuris vermicularis) – robak pasożytniczy typu nicieni barwy białawej. Osiąga rozmiary: samica ok. 1 cm, a samiec ok. 3 mm. Pasożytuje wyłącznie w organizmie człowieka, w jelicie grubym, wyrostku robaczkowym oraz końcowym odcinku jelita cienkiego. Żywi się wyssaną treścią jelitową oraz zawartymi w niej substancjami. Samice żyją około 4 tygodni, a samce giną zaraz po zaplemnieniu.
W końcowym okresie życia w okolicy okołoodbytniczej żywiciela samica składa 8000–12000 jaj, zawierających larwy pasożyta. W ciągu 4–8 godzin larwy osiągają zdolność inwazyjną.

## Działanie chorobotwórcze
Enterobius vermicularis wywołuje chorobę zwaną owsicą (enterobiozą). Przebieg owsicy zależy od liczby pasożytów i odporności żywiciela. Chore dzieci z powodu silnego swędzenia w okolicy odbytu źle sypiają. Owsicy towarzyszą także m.in. bóle brzucha, zaburzenia wypróżniania, nudności, zapalenie skóry, wysypka. Przy nasilonej infestacji owsica może doprowadzić do poważnych zahamowań rozwoju fizycznego i psychicznego. Powszechny we wszystkich strefach klimatycznych, lecz najliczniejszy w klimacie umiarkowanym.